# Blera
Blera es una localidad italiana de la provincia de Viterbo, región de Lacio, con 3.320 habitantes.

## Evolución demográfica
| Gráfica de evolución demográfica de Blera entre 1861 y 2001 |
|                                                             |
| Fuente ISTAT - elaboración gráfica de Wikipedia             |